# ۷۰ مارافسای
۷۰ مارافسای یک ستاره است که در صورت فلکی مارافسای قرار دارد.